# San Vicente del Raspeig (Gerichtsbezirk)
Der Gerichtsbezirk San Vicente del Raspeig ist einer der 13 Gerichtsbezirke in der spanischen Provinz Alicante.
Der Bezirk umfasst 6 Gemeinden auf einer Fläche von 340,75 km² mit dem Hauptquartier in San Vicente del Raspeig.

## Gemeinden
| Gemeinde                               | Einwohner (2024) | Fläche km² | Dichte Einw./km² | Cod INE | Postleitzahl |
| -------------------------------------- | ---------------- | ---------- | ---------------- | ------- | ------------ |
| Aigües                                 | 1.189            | 18,47      | 64               | 03004   | 03569        |
| Busot                                  | 3.629            | 33,84      | 107              | 03046   | 03111        |
| Mutxamel                               | 27.761           | 47,65      | 583              | 03090   | 03110        |
| San Vicente del Raspeig                | 60.269           | 40,55      | 1.486            | 03122   | 03690, 03699 |
| La Torre de les Maçanes                | 744              | 36,48      | 20               | 03132   | 03108        |
| Xixona                                 | 7.307            | 163,76     | 45               | 03083   | 03100        |
| Gerichtsbezirk San Vicente del Raspeig | 100.899          | 340,75     | 296              | –       | –            |